# نادر مطر
ناضر مطر (عربی: نادر مطر؛ زادهٔ ۱۲ مهٔ ۱۹۹۲) بازیکن فوتبال اهل لبنان است.
از باشگاه‌هایی که در آن بازی کرده‌است می‌توان به باشگاه فوتبال بیرامار و باشگاه فوتبال اسپورتینگ پرتغال اشاره کرد.
وی همچنین در تیم ملی فوتبال لبنان بازی کرده‌است.